# 腺毛密刺悬钩子
腺毛密刺悬钩子（学名：Rubus subtibetanus var. glandulosus）为蔷薇科悬钩子属密刺悬钩子的变种。分布在中国大陆的四川、甘肃等地，目前尚未由人工引种栽培。